# Lista de países africanos por PIB per capita

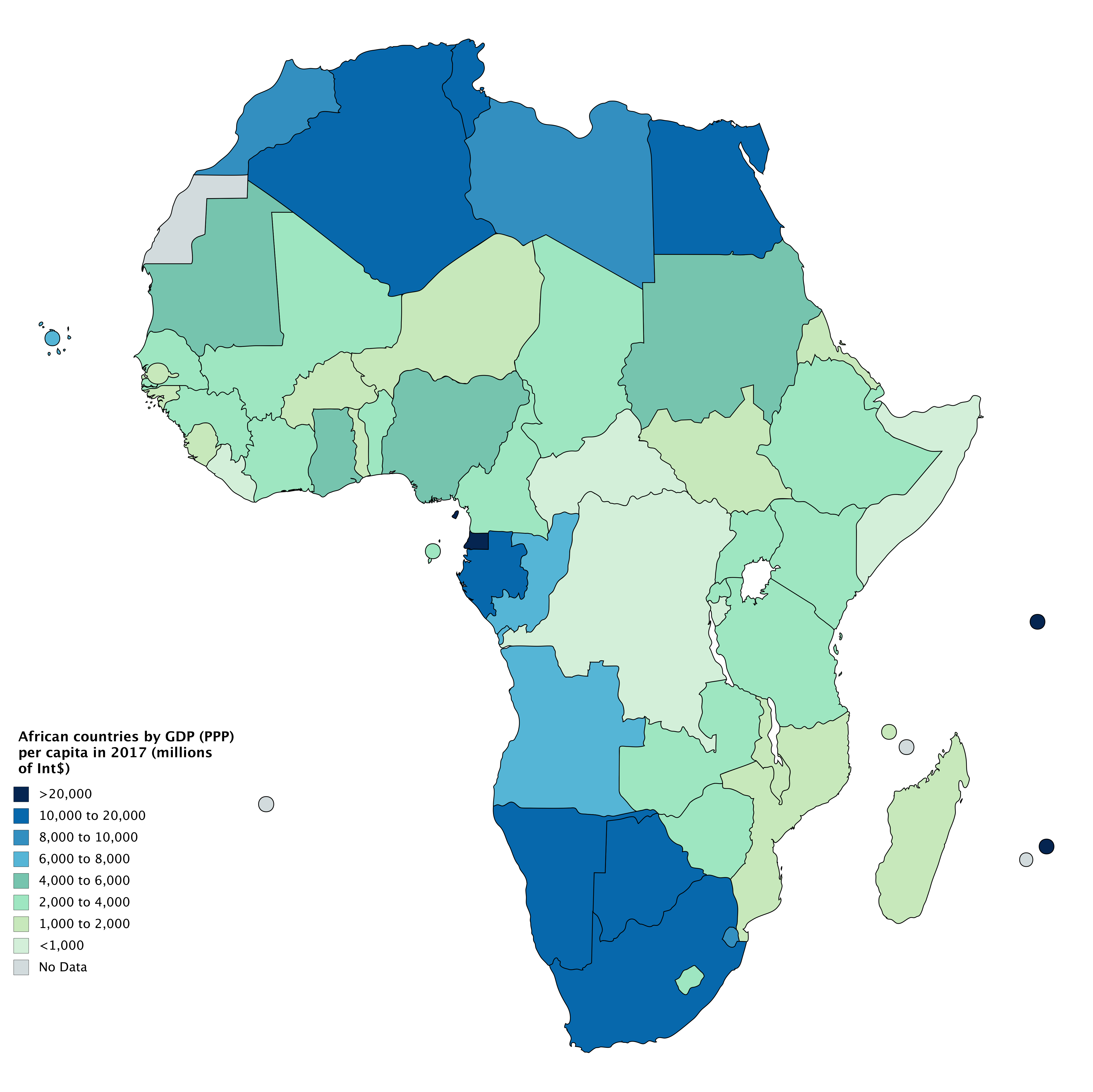
Mapa coroplético mostrando os países africanos por PIB (PPP) per capita em 2017 com base em números do Fundo Monetário Internacional.

Esta é uma lista de países africanos por Produto Interno Bruto (PIB) per capita com base na paridade do poder de compra (PPC). PIB (PPC) per capita é dado em dólares internacionais.

## Lista de países africanos por PIB per capita
| País                           | PIB per capita (Int$) |
| ------------------------------ | --------------------- |
| Argélia                        | 11,829                |
| Angola                         | 6,878                 |
| Benim                          | 2,552                 |
| Botswana                       | 18,113                |
| Burquina Fasso                 | 2,207                 |
| Burundi                        | 727                   |
| Cabo Verde                     | 7,728                 |
| Camarões                       | 3,745                 |
| República Centro-Africana      | 823                   |
| Chade                          | 2,428                 |
| Comores                        | 2,799                 |
| Costa do Marfim                | 5,360                 |
| República Democrática do Congo | 843                   |
| Djibouti                       | 3,788                 |
| Egito                          | 14,023                |
| Guiné Equatorial               | 21,442                |
| Eritreia                       | 1,820                 |
| Suazilândia                    | 9,186                 |
| Etiópia                        | 2,772                 |
| Gabão                          | 18,647                |
| Gâmbia                         | 2,278                 |
| Gana                           | 8,343                 |
| Guiné                          | 2,390                 |
| Guiné-Bissau                   | 1,951                 |
| Quênia                         | 5,274                 |
| Lesoto                         | 3,868                 |
| Libéria                        | 1,413                 |
| Líbia                          | 4,746                 |
| Madagascar                     | 1,697                 |
| Malawi                         | 1,234                 |
| Mali                           | 2,271                 |
| Mauritânia                     | 4,563                 |
| Maurício                       | 25,029                |
| Marrocos                       | 9,339                 |
| Moçambique                     | 1,331                 |
| Namíbia                        | 9,542                 |
| Níger                          | 1,213                 |
| Nigéria                        | 5,280                 |
| República do Congo             | 7,119                 |
| Ruanda                         | 2,641                 |
| São Tomé e Príncipe            | 3,220                 |
| Senegal                        | 3,675                 |
| Seicheles                      | 30,486                |
| Serra Leoa                     | 1,608                 |
| Somália                        | 888                   |
| África do Sul                  | 14,239                |
| Sudão do Sul                   | 1,420                 |
| Sudão                          | 4,232                 |
| Tanzânia                       | 3,574                 |
| Togo                           | 1,821                 |
| Tunísia                        | 13,417                |
| Uganda                         | 2,566                 |
| Zambia                         | 4,148                 |
| Zimbabué                       | 2,621                 |